# Édouard Kauffmann
Pour les articles homonymes, voir Kauffmann.
Édouard Charles Aimé Kauffmann, né le 18 mai 1895 à Paris, et mort le 28 novembre 1944 à Fribourg-en-Brisgau, est un lieutenant-colonel de l'armée de l'Air, résistant, membre du réseau Alliance de Marie-Madeleine Fourcade.

## Biographie
Édouard Charles Aimé Kauffmann, né le 18 mai 1895 à Paris, est le fils d’Albin, un employé de commerce alsacien qui a servi dans la Légion étrangère, et de Lidia Baur, une institutrice. Il obtient son baccalauréat en 1913 puis fait des études militaires.
Il se porte volontaire pour l’aviation en 1916, obtient le brevet de pilote et combat avec l’escadrille SPA 79. Promu lieutenant en 1917, il sort de Saint-Cyr en 1919, avec la promotion 1914 « la Grande Revanche ». 
Capitaine en 1923, il sert au Maroc jusqu'en 1933. Il y rencontre son ami le capitaine Léon Faye, dont il est le supérieur ; ses actions d'éclat le font distinguer de l'ordre du Ouissam alaouite et il est promu commandant en 1930. Il passe, de 1936 à 1939, trois années en Indochine française, en tant que commandant d'escadrille, où il obtient le grade de lieutenant-colonel.

### Seconde Guerre mondiale
Il rentre d'Indochine en septembre 1939, pour prendre le commandement d'une unité aérienne attachée à la 2e division cuirassée jusqu'en mai 1940. Il combat vaillamment avec un matériel dépassé et voit la défaite s'annoncer. En désaccord avec sa hiérarchie, il demande sa mise en congé le 16 octobre 1940, et se retire à Sarlat avec sa femme et ses trois enfants.
En février 1942, Edouard Kauffmann devient « Criquet » en entrant dans le réseau de renseignement Alliance, sur proposition de son ami, Léon Faye, chef d'état-major du réseau. D'abord responsable du secteur Dordogne, il se voit donner Camille Schneider dit « Jaguar » comme adjoint ; il prend en charge la région sud-ouest. En janvier 1943, sa famille est arrêtée par la Gestapo ; lui-même échappe de peu à l'arrestation et part suivre sa chef, Marie-Madeleine Fourcade, à Lyon où il devient le chef d'état-major du réseau en zone libre. Il y échappe une nouvelle fois à l'arrestation en février. Prenant en charge la région Centre, il devient par ailleurs le chef de l'équipe des « Apaches » (on le surnomme alors « Grand Manitou »), groupe constitué pour organiser la sécurité des opérations et les actions,. Arrêté le 19 mai 1943 avec Faye et deux autres membres du réseau, il parvient à s'échapper avec eux.
Le 16 juillet 1943, Marie-Madeleine Fourcade convoque les principaux chefs de secteurs rue Raynouard, à Paris. Elle présente son potentiel successeur, Paul Bernard, et annonce son départ pour Londres ; Faye, chef militaire du réseau, prend alors le commandement. Kauffmann exprime à Fourcade son désappointement de ne pas avoir été envisagé comme successeur.
Parti en août à Londres, Faye est arrêté à son retour en France, à la suite de l'infiltration de Jean-Paul Lien (« Flandrin ») membre de l'équipe des Apaches. Kauffmann est arrêté peu après, le 21 septembre 1943, par le SD de Vichy, Hugo Geissler en fut le chef avec onze de ses agents à son PC de Paugnat près de Volvic. Transféré le 16 décembre 1943 à  la prison de Kehl (Bade-Wurtemberg), il est exécuté à la prison de Fribourg-en-Brisgau le 28 novembre 1944,.
Il repose au cimetière de Saint-André-d'Allas. À ses côtés reposent sa fille et sa femme, Marie-Thérèse, qui fut également résistante, arrêtée et déportée à Ravensbrück d’où elle a été libérée en 1945.

## Postériorité
Une des principales artères de Sarlat a été baptisée avenue du Colonel Kauffmann en 1947.
Édouard Kauffmann est le parrain de la promotion 2005 de l’École de l'air et de l'espace.

## Distinctions
- Titulaire de la Croix de Guerre[Laquelle ?] avec 3 citations
- Chevalier (1922) puis officier (1932) de la Légion d'Honneur
- Chevalier (1928) puis Officier (1930) de l'Ordre du Ouissam alaouite[13].